# James Watt (Tennisspieler)
James Watt (* 9. Juni 2000 in Hamilton) ist ein neuseeländischer Tennisspieler.

## Karriere
Watt spielte rund 20 Matches auf der ITF Junior Tour und erreichte in der Junioren-Rangliste einen Platz außerhalb der Top 1000.
Watt zog in die USA, um dort zu studieren. Er absolvierte seinen Bachelor am Saint Mary’s College of California zwischen 2018 und 2023 und spielte in dieser Zeit College Tennis.
Bei seinem ersten Profiturnier machte Watt 2022 auf sich aufmerksam, indem er das Endspiel erreichte. Er spielte bislang fast ausschließlich auf der drittklassigen ITF Future Tour. 2023 kam er durch sein zweites Endspiel bis auf Platz 810, sein Karrierehoch. Im Doppel war er vor allem nach Abschluss seines Studiums deutlich erfolgreicher. Dem ersten Titel 2023 folgten zwei weitere Future-Titel 2024 sowie einige weitere Finalteilnahmen, die ihn Ende 2024 in die Top 400 der Tennisweltrangliste sowie zu ersten Teilnahmen an der ATP Challenger Tour führte. Dort gewann er in Playford sein erstes Match im Doppel. Dank einer Wildcard kam er beim einzigen Turnier der ATP Tour in Neuseeland zum Debüt auf dieser Ebene. Mit seinem Landsmann Marcus Daniell schied er im Match-Tie-Break der ersten Runde gegen Pablo Carreño Busta und Sergio Martos Gornés aus.

## Erfolge
| Legende (Anzahl der Siege) |
| Grand Slam                 |
| ATP Finals                 |
| ATP Tour Masters 1000      |
| ATP Tour 500               |
| ATP Tour 250               |
| ATP Challenger Tour (3)    |

### Doppel

#### Turniersiege
| Nr. | Datum         | Turnier | Belag     | Partner       | Finalgegner                         | Ergebnis          |
| --- | ------------- | ------- | --------- | ------------- | ----------------------------------- | ----------------- |
| 1.  | 7. Juni 2025  | Tyler   | Hartplatz | Finn Reynolds | Álex Martínez Adrià Soriano Barrera | 6:3, 6:1          |
| 2.  | 5. Juli 2025  | Cary    | Hartplatz | Finn Reynolds | Patrick Harper Trey Hilderbrand     | 6:3, 6:72, [10:5] |
| 4.  | 19. Juli 2025 | Granby  | Hartplatz | Finn Reynolds | Kody Pearson Yūta Shimizu           | 6:3, 6:4          |